# Jeff Whitty

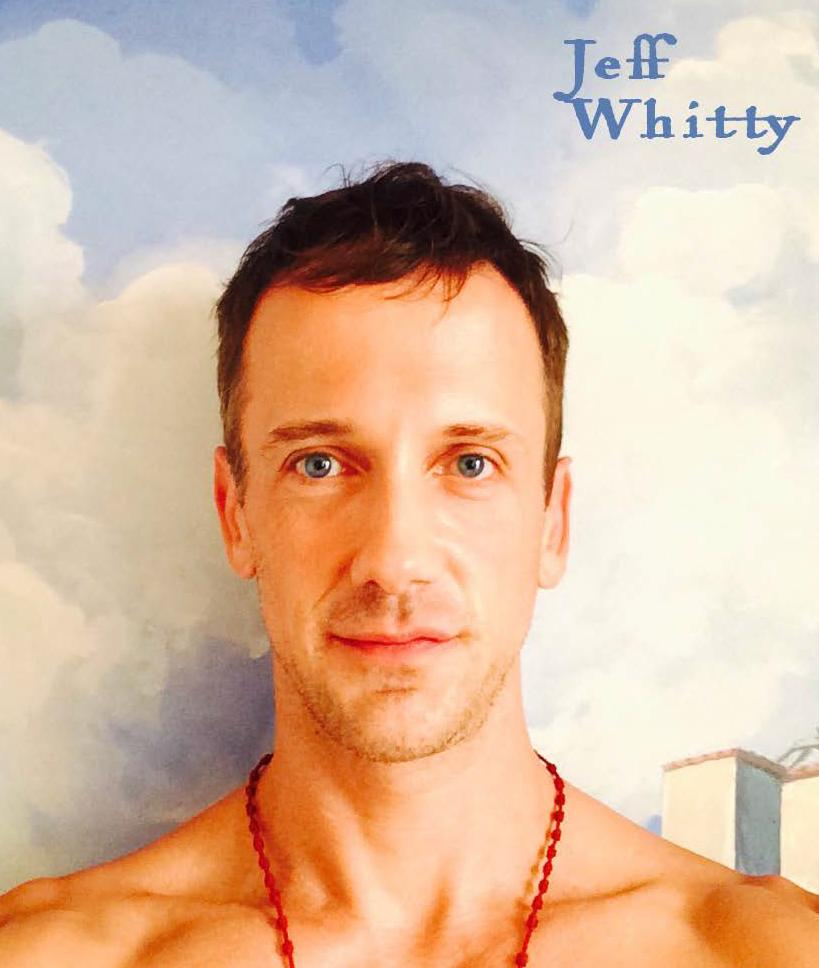
Jeff Whitty, 2019

Jeff Whitty (* 30. September 1971 in Coos Bay, Oregon) ist ein US-amerikanischer Dramatiker und Drehbuchautor.

## Leben
Nach seinem Abschluss am Robert D. Clark Honors College der University of Oregon ging Whitty nach New York City, nahm ein Schauspieler-Studium an der New York University auf und begann für Theater und Film zu schreiben. Mit seiner Beteiligung an Avenue Q gelang ihm ein Broadway-Erfolg, für den er auch mit dem Tony Award in der Kategorie Bestes Musicallibretto ausgezeichnet wurde. Später war er an der Musicalfassung von Stadtgeschichten beteiligt.
Ende der 1990er Jahre und in den 2000er Jahren war er auch vereinzelt als Schauspieler aktiv, zuletzt 2006 in Shortbus.
Das gemeinsam für Can You Ever Forgive Me? verfasste, auf den Memoiren von Lee Israel basierende Drehbuch brachte ihm und Nicole Holofcener eine Oscar-Nominierung in der Kategorie Bestes adaptiertes Drehbuch ein. Es war sein erstes realisiertes Drehbuch überhaupt. Weitere Nominierungen erhielten die beiden bei den British Academy Film Awards 2019 und Critics’ Choice Movie Awards 2019. Ausgezeichnet wurden sie bei den Satellite Awards 2018 und Independent Spirit Awards 2019.